# Alopecurus aequalis
Espèce
Statut de conservation UICN

 LC  : Préoccupation mineure
Alopecurus aequalis, le vulpin fauve, est une espèce de plantes monocotylédones de la famille des Poaceae, sous-famille des Pooideae, originaire des régions tempérées de l'hémisphère nord.
Ce sont des plantes herbacées annuelles ou vivaces à courte durée de vie, aux tiges (chaumes) décombantes pouvant atteindre 335 cm de long, aux inflorescences en panicules spiciformes.
Alopecurus aequalis est considérée comme une mauvaise herbes des cultures, notamment de céréales, en particulier de riz, dans de nombreux pays et plus spécialement en Asie. Une population a été signalée  au Japon en 2005 dans des cultures de blé et d'orge d'hiver comme résistante à des herbicides du groupe K1  de la classification HRAC (inhibiteur des microtubules).

## Écologie
Le Vulpin fauve croît au bord des mares forestières ou prairiales.

## Statut
Cette plante est protégée dans le Nord-Pas-de-Calais et en Aquitaine.

## Taxinomie

### Synonymes
Selon Catalogue of Life (1er avril 2018) :
- Alopecurus aequalis subsp. amurensis (Kom.) Hultén
- Alopecurus aequalis var. amurensis (Kom.) Ohwi
- Alopecurus aequalis var. aristulatus (Michx.) Tzvelev
- Alopecurus aequalis subsp. aristulatus (Michx.) Tzvelev
- Alopecurus aequalis var. brachytrichus (Ohwi) Ohwi
- Alopecurus aequalis var. fluitans (Parodi) Mariano
- Alopecurus aequalis f. fluitans Parodi
- Alopecurus aequalis f. foliosus Parodi
- Alopecurus aequalis subsp. natans (Wahlenb.) Á.Löve & D.Löve
- Alopecurus aequalis var. natans (Wahlenb.) Fernald
- Alopecurus aequalis f. nigricans (Beckh.) Soó
- Alopecurus aequalis var. violaceus (Hack.) Mariano
- Alopecurus aequalis f. violaceus (Hack.) Parodi
- Alopecurus amurensis Kom.
- Alopecurus aristulatus Michx.
- Alopecurus aristulatus var. merriamii (Beal) H.St.John
- Alopecurus aristulatus var. natans (Wahlenb.) Simmons
- Alopecurus brachytrichus Ohwi
- Alopecurus caesius Schur
- Alopecurus caespitosus Trin.
- Alopecurus diandrus Griff.
- Alopecurus fulvus Sm.
- Alopecurus fulvus var. amurensis (Kom.) Roshev.
- Alopecurus fulvus var. natans Gross
- Alopecurus fulvus var. sibiricus Krylov
- Alopecurus fulvus f. violaceus Hack.
- Alopecurus geniculatus var. aequalis (Sobol.) Paunero
- Alopecurus geniculatus var. amurensis (Kom.) Roshev.
- Alopecurus geniculatus var. aristulatus (Michx.) Torr.
- Alopecurus geniculatus var. armurensis B.Fedtsch., nom. nud.
- Alopecurus geniculatus subsp. fulvus (Sm.) Hartm.
- Alopecurus geniculatus var. fulvus (Sm.) Scribn.
- Alopecurus geniculatus var. natans Wahlenb.
- Alopecurus geniculatus f. nigricans Beckh.
- Alopecurus geniculatus f. robustior Hack. ex Kneuck.
- Alopecurus geniculatus var. robustus Vasey
- Alopecurus howellii var. merrimanii Beal
- Alopecurus konradii Opiz ex Mert. & W.D.J.Koch
- Alopecurus paludosus P.Beauv. ex Mert. & W.D.J.Koch
- Alopecurus palustris subsp. fulvus (Sm.) Syme
- Alopecurus subaristatus Pers., nom. superfl.
- Tozzettia fulva (Sm.) Lunell

### Liste des sous-espèces et variétés
Selon Tropicos (1er avril 2018) (Attention liste brute contenant possiblement des synonymes) :
- sous-espèces :
  - Alopecurus aequalis subsp. aequalis
  - Alopecurus aequalis subsp. amurensis (Kom.) Hultén
  - Alopecurus aequalis subsp. aristulatus (Michx.) Tzvelev
  - Alopecurus aequalis subsp. natans (Wahlenb.) Á. Löve & D. Löve
- variétés :
  - Alopecurus aequalis var. aequalis
  - Alopecurus aequalis var. amurensis (Kom.) Ohwi
  - Alopecurus aequalis var. aristulatus (Michx.) Tzvelev
  - Alopecurus aequalis var. brachytrichus (Ohwi) Ohwi
  - Alopecurus aequalis var. fluitans (Parodi) Mariano
  - Alopecurus aequalis var. macrostachys Podp.
  - Alopecurus aequalis var. natans (Wahlenb.) Fernald
  - Alopecurus aequalis var. sonomensis Rubtzoff, Peter
  - Alopecurus aequalis var. violaceus (Hack.) Mariano